# Avenue de Meysse
L'avenue de Meysse (en néerlandais : Meiseselaan) est une avenue située dans le quartier du Mutsaard à Laeken, allant vers Meysse (en néerlandais : Meise).
Elle forme la frontière entre le Heysel et le Mutsaard.
Pendant de l'avenue de Tervueren au nord de Bruxelles à sa construction, l'avenue de Meysse, est une œuvre de Léopold II, est une large avenue de marronniers. Le but du roi était de créer une nouvelle entrée pour Bruxelles. Elle est construite à l'emplacement de la chaussée de Meysse, plus ancienne. Une partie de cette chaussée non rectiligne existe encore sous le nom d'ancienne chaussée de Meysse.
Elle a été transformée en autoroute urbaine (l'A12) en 1958, bien qu'une voie latérale ait toujours une finalité résidentielle.
Celle-ci contient plusieurs résidences d'ambassadeurs comme celui de Centrafrique.
Elle forma la frontière entre le Heysel et le Mutsaard.
L'avenue de Madrid, la voie latérale de l'autre côté de l'A12 portait à l'origine également le nom d'avenue de Meysse. Pour éviter des soucis de confusion entre les deux voies latérales, celle-ci a été renommée avenue de Madrid, en l'honneur de la ville de naissance de la Reine Fabiola.

## Arrêts de tram
Au centre de l'avenue se trouvait l’arrêt Meysse/Meise.
À l'extrémité Nord de l'avenue se trouve l’arrêt Esplanade. À l'autre extrémité de l'avenue se trouve l'arrêt De Wand, célèbre par ses peintures murales.